# Seleção Mexicana de Handebol Masculino
A Seleção Mexicana de Handebol Masculino é a equipe que representa o México nas competições internacionais de handebol organizadas pela Confederação da América do Norte e do Caribe de Handebol (NACHC), pela Federação Internacional de Handebol (IHF) e pelo Comitê Olímpico Internacional (COI), e é governada pela Federacion Mexicana de Handball.

## Histórico
A Federação Mexicana de Handebol é membro da IHF desde 1970 . Em nível continental, foi integrante da Federação Pan-Americana de Handebol. Desde a divisão em duas associações, faz parte da NACHC.
Seu melhor desempenho no Campeonato Pan-Americano de Handebol Masculino foi um quarto lugar em 1985. Nos Jogos Pan-Americanos, o México terminou em quarto lugar em 2019.

## Competições

### Campeonato Pan-Americano[4]
| Ano   | Fase                | Posição   | JG | V  | E | D  | GF   | GS   | DF   |
| ----- | ------------------- | --------- | -- | -- | - | -- | ---- | ---- | ---- |
| 1980  | Fase Única          | 6º        | 5  | 0  | 1 | 4  | 89   | 115  | −26  |
| 1981  | Decisão 5º/7º       | 5º        | 4  | 2  | 0 | 2  | 107  | 98   | +9   |
| 1983  | Fase Única          | 5º        | 5  | 1  | 0 | 4  | 91   | 108  | −17  |
| 1985  | Fase Única          | 4º        | 5  | 1  | 1 | 3  | 81   | 125  | −44  |
| 1989  | Fase Única          | 5º        | 5  | 1  | 0 | 4  | 79   | 156  | −77  |
| 1994  | Fase Única          | 5º        | 6  | 2  | 0 | 4  | 116  | 152  | −36  |
| 1996  | Decisão 5º/6º       | 6º        | 5  | 2  | 0 | 3  | 117  | 124  | -7   |
| 1998  | Decisão 7º/8º       | 7º        | 6  | 1  | 0 | 5  | 127  | 192  | -65  |
| 2000  | Decisão 7º/8º       | 7º        | 5  | 1  | 0 | 4  | 101  | 147  | -46  |
| 2002  | Decisão 7º/8º       | 7º        | 5  | 1  | 0 | 4  | 82   | 141  | -59  |
| 2004  | Decisão 7º/8º       | 8º        | 5  | 0  | 1 | 4  | 109  | 165  | -56  |
| 2006  | Decisão 7º/8º       | 7º        | 5  | 1  | 1 | 3  | 122  | 158  | -36  |
| 2012  | Rodada de colocação | 9º        | 5  | 0  | 0 | 5  | 81   | 146  | -65  |
| 2014  | Decisão 7º/8º       | 7º        | 5  | 1  | 0 | 4  | 123  | 157  | -34  |
| 2016  | Decisão 7º/8º       | 7º        | 7  | 3  | 0 | 4  | 182  | 216  | -34  |
| Total | 15/18               | 0 títulos | 77 | 17 | 4 | 57 | 1607 | 2200 | -593 |

### Jogos Pan-Americanos[5]
| Ano                 | Fase              | Posição   | JG | V | E | D  | GF  | GS  | DF   |
| ------------------- | ----------------- | --------- | -- | - | - | -- | --- | --- | ---- |
| 2003 Santo Domingo  | Decisão 7º/8º     | 8º        | 5  | 1 | 0 | 4  | 121 | 150 | -29  |
| 2007 Rio de Janeiro | Decisão 7º/8º     | 8º        | 5  | 0 | 0 | 5  | 120 | 168 | -48  |
| 2011 Guadalajara    | Decisão 5º/6º     | 6º        | 5  | 2 | 0 | 3  | 131 | 144 | -13  |
| 2019 Lima           | Disputa do bronze | 4º        | 5  | 2 | 0 | 3  | 115 | 135 | -20  |
| 2023 Santiago       | Decisão 7º/8º     | 7º        | 5  | 2 | 1 | 2  | 117 | 148 | -31  |
| Total               | 5/10              | 0 títulos | 25 | 7 | 1 | 17 | 604 | 745 | -141 |

### Campeonato Norte-Americano e Caribenho[6][7]
| Ano   | Fase          | Posição   | JG | V | E | D | GF  | GS  | DF  |
| ----- | ------------- | --------- | -- | - | - | - | --- | --- | --- |
| 2014  | Fase única    | 4º        | 4  | 1 | 0 | 3 | 100 | 112 | -12 |
| 2018  | Fase única    | 4º        | 5  | 1 | 1 | 3 | 145 | 142 | +3  |
| 2022  | Decisão 3º/4º | 4º        | 4  | 1 | 0 | 3 | 109 | 122 | -11 |
| 2024  | Final         | 2º        | 6  | 3 | 0 | 3 | 159 | 168 | -9  |
| Total | 4/4           | 0 títulos | 19 | 4 | 1 | 6 | 288 | 313 | -25 |

### Campeonato de Nações Emergentes da América do Norte e do Caribe da IHF[8]
| Ano   | Fase                | Posição | JG | V | E | D | GF  | GS  | DF  |
| ----- | ------------------- | ------- | -- | - | - | - | --- | --- | --- |
| 2019  | Disputa do 5º lugar | 5º      | 5  | 3 | 0 | 2 | 149 | 122 | +27 |
| Total | 1/1                 | -       | 5  | 3 | 0 | 2 | 149 | 122 | +27 |